# Olověná mešita (Skadar)
Olověná mešita (albánsky Xhamia e plumbit, turecky Kurşunlu Cami) je kulturní památka a historická mešita, která se nachází v albánském městě Skadar. Byla vybudována v letech 1773, resp. 1774, a patří k ukázkám osmanské architektury na území současné Albánie. Název dostala podle olova použitého k pokrytí jejích kupolí. Dle historických záznamů byla postavena z kamene, který místní obyvatelé díky lidskému řetězu přinesli z okolí.
Mešita se nachází jižně od pevnosti Rozafa na skále nad městem Skadar. Původně stála na otevřené louce, nicméně po zemětřesení v roce 1837 řeka Drin změnila svůj tok a oblast kolem mešity zaplavila. V současné době nejsou v jejím okolí žádné obytné domy, pouze orná pole.
Chrám byl celkem třikrát rekonstruován, a to v letech 1863, 1920 a 1963. K největšímu poškození stavby došlo za první světové války. Kopule pokryté olovem byly poškozeny rakousko-uherskou armádou okupující Skadar a minaret byl zcela zbořen. Obnoven byl v roce 1920 z iniciativy Xhelala Bushatliho. V roce 1948 byla budova zapsána na seznam náboženských kulturních památek v Albánii. Minaret byl znovu zničen v roce 1967, pravděpodobně při úderu blesku.
V témže roce byla stavba uzavřena pro náboženské účely, stejně jako všechny ostatní mešity na území Albánie. Nebyla však zničena, na rozdíl od jiných náboženských objektů v zemi. V listopadu 1990 se zde uskutečnila první modlitba v souvislosti s obnovením náboženské svobody v Albánii.